# Алалкомен
Алалкоме́н (або Алалкомене́й, грец. Ἀλαλκομένης) — персонаж давньогрецької міфології, перша людина на Землі. Легенда свідчить, що його народила Гея-земля в Беотії і він виріс ще до того, як на небі з'явився Місяць. Вважали, що він відносився до так званих золотих рас Кроноса. 
Алалкомен дав пораду Зевсу вбрати дуба у весільне вбрання, коли той посварився з Герой, виховував Афіну, коли та була ще маленькою. Начебто Алалкомену належить і введення поклоніння греків Афіні. На його честь названо населений пункт Алалкомени поряд з річкою Тритон. Є припущення, що саме там народилась Афіна і там було розташоване її головне святилище. Алалкомен був у шлюбі з Атенаїс, і вони народили сина — Глаукопуса.
Деякі джерела ототожнюють Алалкомена з Кітероном.
За іншими джерелами, людей створив Прометей і вони виросли із зубів дракона.